# Jesse Heiman

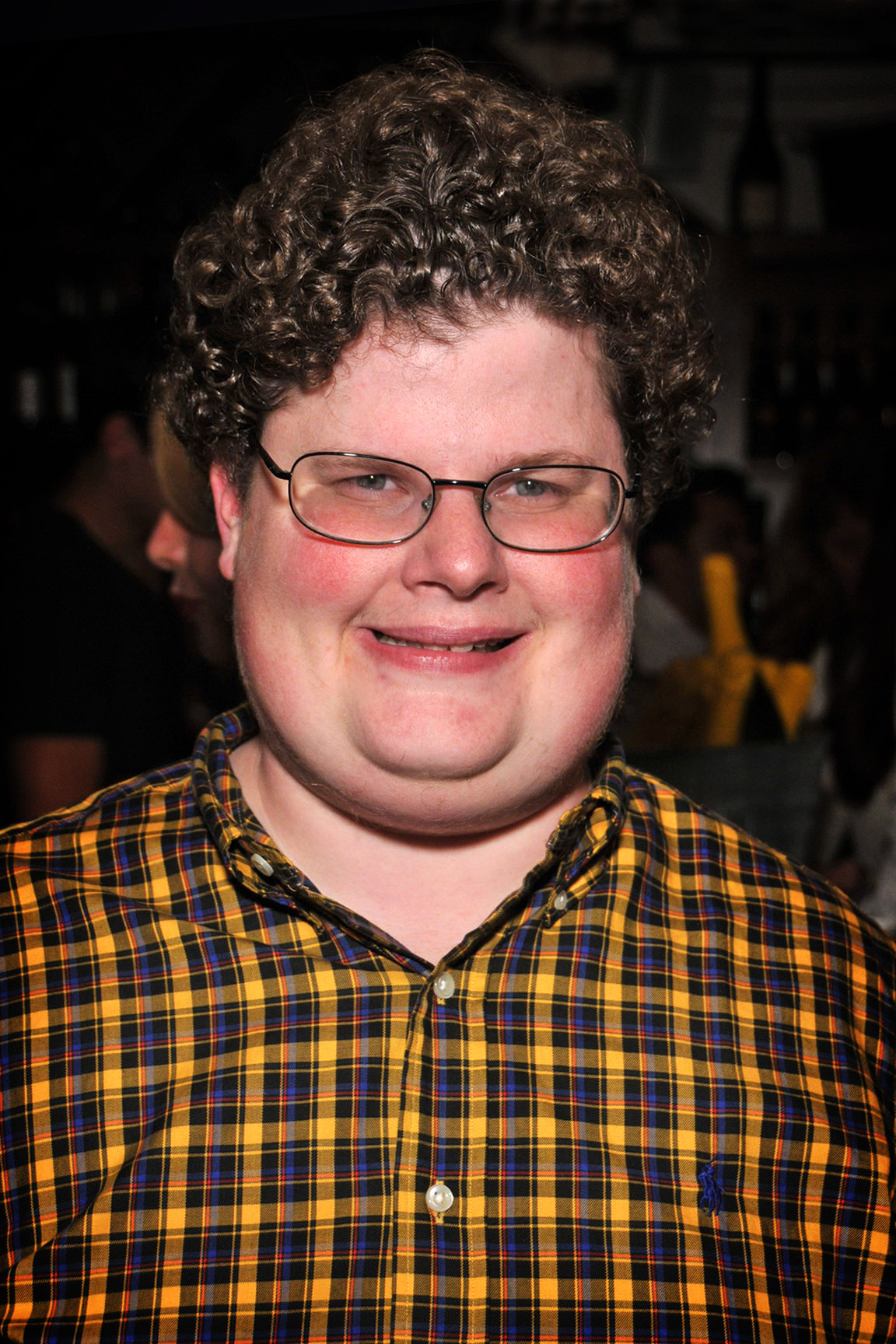
Jesse Heiman (2013)

Jesse Heiman (* 23. Mai 1978 in Newton, Massachusetts) ist ein US-amerikanischer Schauspieler. Bekanntheit erlangte er mit seinen Auftritten als Statist in mehr als 150 Kino- und Fernsehproduktionen.

## Leben
Heiman wuchs in der Nähe von Boston auf und zog 1989 nach Austin. 2000 schloss er sein Studium an der Texas State University-San Marcos mit einem Bachelor in Anglistik ab. Im Anschluss an sein Studium zog er nach Los Angeles, um Schauspieler zu werden.
Er begann damit, als Statist in zahlreichen Kinofilmen und Fernsehserien aufzutreten und konnte schon bald seinen Lebensunterhalt damit bestreiten. Seinen ersten Auftritt in einem Hollywoodfilm hatte er 2001 in der Komödie Rat Race – Der nackte Wahnsinn. Es folgten Auftritte in mehr als 50 Filmen, darunter Blockbuster wie American Pie 2, Spider-Man, Catch Me If You Can oder The Social Network, und 100 Fernsehserien wie etwa Monk, Glee, Navy CIS oder My Name Is Earl. Heiman wurde im Laufe der Zeit zum gefragtesten Statisten in der Rolle des etwas pummeligen Nerds im Teenager- und Studentenalter, die er trotz seines Alters von über 30 Jahren noch problemlos ausfüllen kann.
Von 2007 bis 2010 spielte Heiman in der Fernsehserie Chuck in 30 Episoden die wiederkehrende Rolle des Fernando.
Größere Bekanntheit erlangte Heiman im März 2011, als der schwedische Fan Wilhelm Hempel einen Videozusammenschnitt seiner Rollen auf YouTube hochlud. Dieses Video wurde in den ersten zwei Monaten knapp zwei Millionen Mal angesehen und führte zu einer weltweiten Berichterstattung über den laut Videotitel Weltbesten Statisten. Am 11. April 2011 war er gemeinsam mit Oscarpreisträger Jamie Foxx zu Gast in Jay Lenos Tonight Show. Ebenfalls im April 2011 lud ihn die australische Nachrichtensendung Sunday Sunrise ein, während der Sendung im Hintergrund herumzualbern.
In der letzten Chuck-Episode am 27. Januar 2012 trat er noch einmal auf und hatte dabei seine erste Sprechrolle. Am 3. Februar 2013 war Heiman während der Super-Bowl-Halbzeitpause in einem Werbespot des Webhosters Go Daddy gemeinsam mit dem Supermodel Bar Refaeli zu sehen, wie sich die beiden intensiv und ausgiebig küssen, was auf Social-Media-Plattformen wie Twitter und Facebook ausgiebige Diskussionen nach sich zog.

## Filmografie (Auswahl)
Filme
- 2001: Rat Race – Der nackte Wahnsinn (Rat Race)
- 2001: American Pie 2
- 2002: Party Animals – Wilder geht’s nicht! (National Lampoon’s Van Wilder)
- 2002: Spider-Man
- 2002: Die Regeln des Spiels (The Rules of Attraction)
- 2002: Catch Me If You Can
- 2003: Old School – Wir lassen absolut nichts anbrennen (Old School)
- 2004: Total verknallt in Tad Hamilton (Win a Date with Tad Hamilton!)
- 2007: Beim ersten Mal (Knocked Up)
- 2008: Nie wieder Sex mit der Ex (Forgetting Sarah Marshall)
- 2009: 17 Again – Back to High School (17 Again)
- 2010: The Social Network
- 2011: Transformers 3 (Transformers: Dark of the Moon)
- 2013: As I Lay Dying
- 2012: Noobz
- 2014: Bad Neighbors (Neighbors)

Fernsehserien
- 2002: Do Over – Zurück in die 80er (Do Over)
- 2003: Oliver Beene
- 2004: Keine Gnade für Dad (Grounded for Life)
- 2004: Die himmlische Joan (Joan of Arcadia)
- 2004: King of Queens Lost Vegas
- 2005: Las Vegas
- 2005: Navy CIS
- 2005: O.C., California (The O.C.)
- 2005: Reno 911!
- 2005: Entourage
- 2005: My Name Is Earl
- 2006: Bones – Die Knochenjägerin (Bones)
- 2007: Lass es, Larry! (Curb Your Enthusiasm)
- 2007–2012: Chuck
- 2009: Heroes
- 2009: Monk
- 2009: Greek
- 2010: Glee
- 2010, 2012: The Big Bang Theory
- 2011: How I Met Your Mother
- 2011: Suburgatory
- 2014: Criminal Minds
- 2016: Gilmore Girls: Ein neues Jahr